# الأمية في السودان
الأمية في السودان وفق تقرير المجلس القومي السوداني لمحو الأمية بلغ عدد الأميين في السودان 9.691 مليون أمي بنسبة بلغت 31% من العدد الكلي للسكان حسب إحصائيات الجهاز المركزي للإحصاء في العام 2008م. ووفقا لتقديرات صندوق الأمم المتحدة للطفولة يونيسف فإن نسبة الأمية في السودان تبلغ 50% بين النساء، و31% بين الرجال. كما أعلنت منظمة يونسيف أن ثلاثة ملايين طفل في سن الدراسة لا يذهبون إلى المدارس من أصل سبعة ملايين طفل بلغوا هذه المرحلة.

## الأسباب
صرح النائب الأول السابق للرئيس السوداني بكري حسن صالح أن أسباب ارتفاع نسبة الأمية هي عدم الاستقرار جراء النزاعات، وطبيعة حياة الرعاة وتحركهم من منطقة لأخرى، والسبب الثالث هو الفقر الذي يدفع بالأسر إلى تشغيل الأطفال. أما السبب الرابع فيعود إلى ثقافة بعض مناطق السودان التي ترفض إرسال البنت إلى المدرسة. يعاني التعليم في السودان من نقص التمويل ولا تزيد النسبة المخصصة له في موازنة الدولة عن 3 في المئة.